# إيستهام (ماساتشوستس)
إيستهام (بالإنجليزية: Eastham, Massachusetts)‏ هي بلدة أمريكية تقع في الولايات المتحدة في مقاطعة بارنستابل. يقدر عدد سكانها بـ 4,956 نسمة ومساحتها 66.6 كم2 وترتفع عن سطح البحر 15 متر.

## المناخ
يظهر الجدول التالي التغييرات المناخية على مدار السنة لإيستهام:
| البيانات المناخية لـإيستهام       | البيانات المناخية لـإيستهام | البيانات المناخية لـإيستهام | البيانات المناخية لـإيستهام | البيانات المناخية لـإيستهام | البيانات المناخية لـإيستهام | البيانات المناخية لـإيستهام | البيانات المناخية لـإيستهام | البيانات المناخية لـإيستهام | البيانات المناخية لـإيستهام | البيانات المناخية لـإيستهام | البيانات المناخية لـإيستهام | البيانات المناخية لـإيستهام | البيانات المناخية لـإيستهام |
| الشهر                             | يناير                       | فبراير                      | مارس                        | أبريل                       | مايو                        | يونيو                       | يوليو                       | أغسطس                       | سبتمبر                      | أكتوبر                      | نوفمبر                      | ديسمبر                      | المعدل السنوي               |
| --------------------------------- | --------------------------- | --------------------------- | --------------------------- | --------------------------- | --------------------------- | --------------------------- | --------------------------- | --------------------------- | --------------------------- | --------------------------- | --------------------------- | --------------------------- | --------------------------- |
| متوسط درجة الحرارة الكبرى °ف (°م) | 38.0 (3.3)                  | 39.4 (4.1)                  | 44.5 (6.9)                  | 53.2 (11.8)                 | 62.5 (16.9)                 | 71.1 (21.7)                 | 77.4 (25.2)                 | 76.9 (24.9)                 | 70.4 (21.3)                 | 60.5 (15.8)                 | 52.5 (11.4)                 | 44.0 (6.7)                  | 57.6 (14.2)                 |
| المتوسط اليومي °ف (°م)            | 31.5 (−0.3)                 | 32.7 (0.4)                  | 37.7 (3.2)                  | 46.2 (7.9)                  | 55.1 (12.8)                 | 64.0 (17.8)                 | 70.5 (21.4)                 | 70.1 (21.2)                 | 63.9 (17.7)                 | 54.2 (12.3)                 | 46.1 (7.8)                  | 37.3 (2.9)                  | 50.9 (10.5)                 |
| متوسط درجة الحرارة الصغرى °ف (°م) | 25.1 (−3.8)                 | 25.9 (−3.4)                 | 30.8 (−0.7)                 | 39.1 (3.9)                  | 47.7 (8.7)                  | 57.0 (13.9)                 | 63.6 (17.6)                 | 63.4 (17.4)                 | 57.3 (14.1)                 | 47.8 (8.8)                  | 39.8 (4.3)                  | 30.6 (−0.8)                 | 44.1 (6.7)                  |
| الهطول إنش (مم)                   | 3.73 (95)                   | 3.24 (82)                   | 4.14 (105)                  | 4.29 (109)                  | 3.32 (84)                   | 3.56 (90)                   | 2.74 (70)                   | 3.87 (98)                   | 3.60 (91)                   | 4.19 (106)                  | 4.30 (109)                  | 3.84 (98)                   | 44.82 (1٬138)               |
| متوسط الرطوبة النسبية (%)         | 71.4                        | 69.4                        | 67.8                        | 69.0                        | 71.6                        | 75.5                        | 78.0                        | 77.9                        | 77.4                        | 74.3                        | 71.2                        | 69.7                        | 72.8                        |
| المصدر: PRISM Climate Group       |                             |                             |                             |                             |                             |                             |                             |                             |                             |                             |                             |                             |                             |